# Matt Grzelcyk
Matthew "Matt" Grzelcyk, född 5 januari 1994, är en amerikansk professionell ishockeyback som spelar för Boston Bruins i National Hockey League (NHL).
Han har tidigare spelat för Providence Bruins i American Hockey League (AHL); Boston University Terriers i National Collegiate Athletic Association (NCAA) samt Team USA i United States Hockey League (USHL).
Grzelcyk draftades av Boston Bruins i tredje rundan i 2012 års draft som 85:e spelare totalt.

## Statistik
| 2009–2010   | Belmont Hill Sextants      |             | 31  | 2  | 18  | 20  | 30  | —  | — | — | —  | —  |
| 2010–2011   | Team USA                   | USHL        | 36  | 1  | 9   | 10  | 28  | 2  | 0 | 0 | 0  | 2  |
|             | U.S. National U17 Team     |             | 55  | 2  | 16  | 18  | 40  | —  | — | — | —  | —  |
| 2011–2012   | Team USA                   | USHL        | 24  | 1  | 10  | 11  | 6   | —  | — | — | —  | —  |
|             | U.S. National U18 Team     |             | 60  | 3  | 20  | 23  | 22  | —  | — | — | —  | —  |
| 2012–2013   | Boston University Terriers | NCAA        | 38  | 3  | 20  | 23  | 26  | —  | — | — | —  | —  |
| 2013–2014   | Boston University Terriers | NCAA        | 19  | 3  | 8   | 11  | 16  | —  | — | — | —  | —  |
| 2014–2015   | Boston University Terriers | NCAA        | 41  | 10 | 28  | 38  | 36  | —  | — | — | —  | —  |
| 2015–2016   | Boston University Terriers | NCAA        | 27  | 10 | 13  | 23  | 36  | —  | — | — | —  | —  |
| 2016–2017   | Boston Bruins              | NHL         | 2   | 0  | 0   | 0   | 2   | —  | — | — | —  | —  |
|             | Providence Bruins          | AHL         | 70  | 6  | 26  | 32  | 18  | 17 | 0 | 3 | 3  | 8  |
| 2017–2018   | Boston Bruins              | NHL         | 61  | 3  | 12  | 15  | 22  | 11 | 0 | 1 | 1  | 4  |
|             | Providence Bruins          | AHL         | 14  | 0  | 4   | 4   | 14  | —  | — | — | —  | —  |
| 2018–2019   | Boston Bruins              | NHL         | 66  | 3  | 15  | 18  | 68  | 20 | 4 | 4 | 8  | 6  |
| 2019–2020   | Boston Bruins              | NHL         | 68  | 4  | 17  | 21  | 34  | 12 | 0 | 1 | 1  | 4  |
| 2020–2021   | Boston Bruins              | NHL         | 37  | 5  | 15  | 20  | 22  | 11 | 1 | 3 | 4  | 4  |
| 2021–2022   | Boston Bruins              | NHL         | 73  | 4  | 20  | 24  | 24  | 5  | 0 | 0 | 0  | 6  |
| 2022–2023   | Boston Bruins              | NHL         | 75  | 4  | 22  | 26  | 28  | 4  | 0 | 0 | 0  | 0  |
| 2023–2024   | Boston Bruins              | NHL         | 63  | 2  | 9   | 11  | 37  | 3  | 0 | 0 | 0  | 2  |
| NHL totalt  | NHL totalt                 | NHL totalt  | 445 | 25 | 110 | 135 | 237 | 66 | 5 | 9 | 14 | 26 |
| AHL totalt  | AHL totalt                 | AHL totalt  | 84  | 6  | 30  | 36  | 32  | 17 | 0 | 3 | 3  | 8  |
| NCAA totalt | NCAA totalt                | NCAA totalt | 125 | 26 | 69  | 95  | 114 | —  | — | — | —  | —  |
| USHL totalt | USHL totalt                | USHL totalt | 60  | 2  | 19  | 21  | 34  | 2  | 0 | 0 | 0  | 2  |

### Internationellt
| Källa: Uppdaterad: 2019-08-29 | Källa: Uppdaterad: 2019-08-29 | Källa: Uppdaterad: 2019-08-29 |         | Utv = Utvisningsminuter | Utv = Utvisningsminuter | Utv = Utvisningsminuter | Utv = Utvisningsminuter | Utv = Utvisningsminuter |
| År                            | Lag                           | Mästerskap                    | Matcher | Mål                     | Assists                 | Poäng                   | Utv                     |                         |
| ----------------------------- | ----------------------------- | ----------------------------- | ------- | ----------------------- | ----------------------- | ----------------------- | ----------------------- | ----------------------- |
| 2012                          | USA                           | U18-VM                        | 6       | 1                       | 0                       | 1                       | 2                       |                         |
| 2014                          | USA                           | JVM                           | 5       | 2                       | 4                       | 6                       | 2                       |                         |
| Junior totalt                 | Junior totalt                 | Junior totalt                 | 11      | 3                       | 4                       | 7                       | 4                       |                         |